# Sabena Flight Academy
CAE Global Academy Brussels Sabena Flight Academy, denumită pe scurt CAE SFA, fondată în 1953, este o școală ce formează piloți de linie. SFA este situată în Steenokkerzeel, Belgia.